# Кучічінг (озеро)
Озеро Кучічінг (англ. Couchiching [ˈkuːtʃətʃɪŋ] KOO-chə-ching, від оджибве gojijiing, що означає «затока») — середнього розміру озеро в Центральному Онтаріо, Канада, з'єднане з озером Сімко вузьким каналом.
Озера Сімко і Кучічінґ є популярними місцями для риболовлі влітку і підлідної риболовлі взимку.
Саме озеро і його околиці часто виступають сценою гумористичних скетчів Стівена Лікока, який любив проводити час на озерах Кучічінґ і Сімко та мав в околиці Орільї літній будиночок, у якому зараз є меморіальний музей Лікока в статусі національного історичного місця Канади. Співак і автор пісень Ґордон Лайтфут, родом з Орільї, віддав данину озеру в пісні «Couchiching», а його статуя прикрашає один з парків над озером та перехрестя в містечку.
Щороку в серпні на березі озера проводить свою традиційну конференцію Інститут суспільних справ Кучічінґ (англ. Couchiching Institute on Public Affairs). Біля озера також розташований табір «Кучічінґ».

## Географія

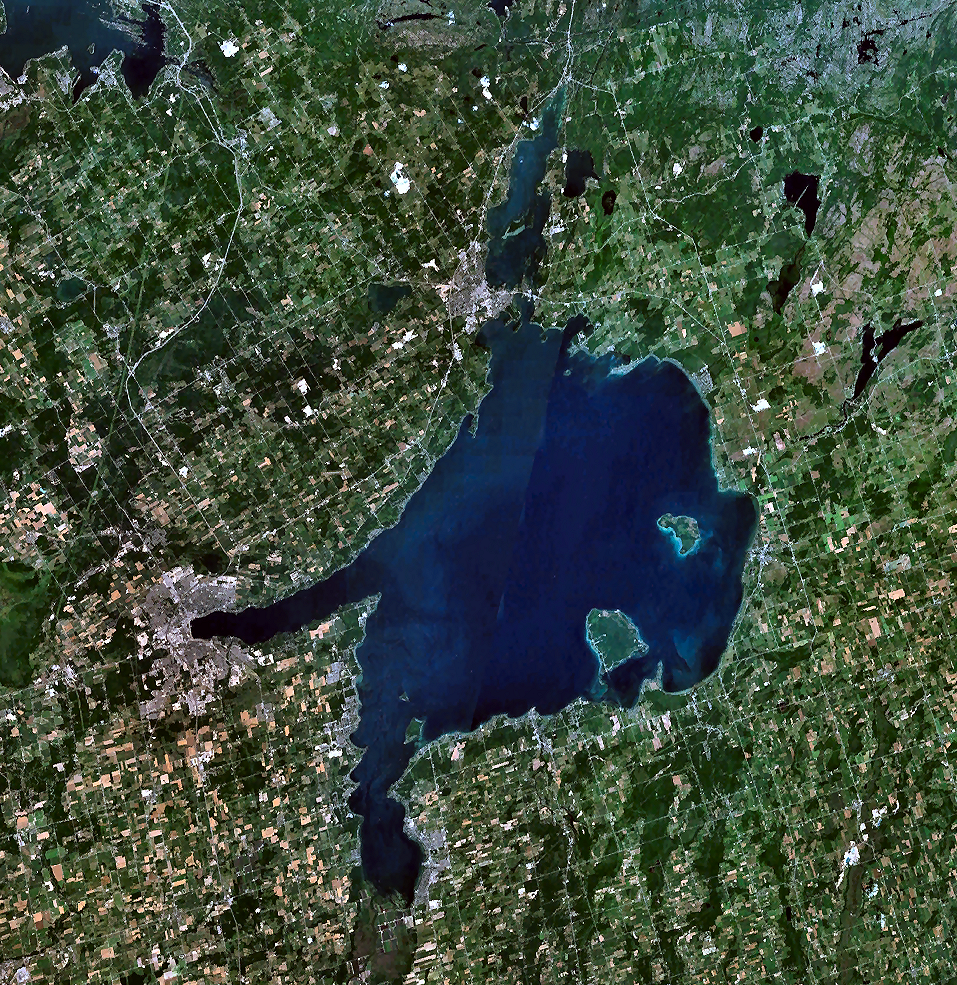
Озеро Кучічінґ — невелике озеро у формі краплі на північ від озера Сімко

Водний шлях Трент — Северн проходить через озеро, входячи до озера Сімко по річці Телбот, переходячи до озера Кучічінґ вузькою протокою попри м. Орілья і виходячи на північ річкою Северн, яка потім впадає в затоку Джорджен-Бей.
Озеро 16 км завдовжки і трохи менше 5 км завширшки. На вузькому каналі, що з'єднує це озеро з озером Сімко, розташоване місто Орілья.

## Якість води
Дослідження води озера 2012 року показало щільність мікроводоростей 2,4 × 107/см² з високим різноманіттям видів. Проби показали низький вміст загального фосфору та високий вміст органічного вуглецю порівняно з водою озера Сімко.